# Eduard Taaffe
Eduard Taaffe, född 24 februari 1833 i Wien, död 29 november 1895 i Ellischau i Böhmen, var en österrikisk greve och statsman.
Taaffe var Kejsardömet Österrikes ministerpresident från 1868 till 1870 samt 1879 till 1893. 

## Biografi
Taaffe härstammade från en irländsk adelssläkt, bland vars medlemmar Francis Taffe, 3:e earl av Carlingford (1639–1704), trädde i kejserlig tjänst, utmärkte sig i striderna mot turkarna, bland annat i slaget vid Wien 1683 samt belägringarna av Ofen 1686 och av Belgrad 1688, samt 1694 blev fältmarskalk och vid sin död var ledande minister i Lothringen och guvernör i Nancy.
Eduard Taaffe, som ärvt de irländska titlarna viscount Taaffe och baron av Ballymote, uppfostrades tillsammans med ärkehertig (sedermera kejsar) Frans Josef, inträdde 1852 i statstjänst och vann ovanligt snabb befordran på ämbetsmannabanan.
År 1863 blev han landschef i Salzburg och 1867 ståthållare i Oberösterreich. Efter ministären Belcredis fall blev Taaffe (mars 1867) inrikesminister i kabinettet Beust och efter Beusts utnämning till rikskansler även ställföreträdande ministerpresident (juni samma år). 
Taaffe hade på dessa poster väsentlig andel i genomförandet av uppgörelsen med Ungern, dennas godtagande av de österrikiska partierna och tillkomsten av den österrikiska rikshälftens författning.
I furst Karlos Auerspergs nya liberala "borgarministär" (sedan december 1867) var Taaffe minister för lantförsvaret och den allmänna säkerheten samt ställföreträdande ministerpresident och tjänstgjorde som taktfull förmedlare mellan ministären och den mot dess reformiver tämligen misstrogne monarken. 
Taaffe verkade i ministären för en uppgörelse med tjecker och sydslaver i federalistisk riktning och fortsatte dessa bemödanden, sedan han april 1869 efterträtt Auersperg som ministerpresident; därvid stöddes han av ministrarna Potocki och Berger, men motarbetades av de ledande tyskliberala ministrarna Herbst, Giskra och Plener.
Schismen ledde till Taaffes avgång (januari 1870). Då emellertid de missnöjda nationaliteternas deputerade uteblev från riksrådet, blev den centralistiska ministären Hasners ställning snart ohållbar, och Taaffe tillhörde därefter som inrikesminister (april 1870–februari 1871) ministären Potocki. 
Efter dess fall var han ståthållare i Tyrolen och Vorarlberg (1871–1879) och verkade där för utjämning av tvisterna mellan det tyska befolkningselementet och det italienska. Efter ministären Auerspergs fall (februari 1879) anmodades Taaffe bilda ny ministär, men uppgav snart försöket.
Han inträdde som inrikesminister i övergångsministären Stremayr för att, sedan partiförhållandena vid sommarens val något klarnat, själv överta ministerpresidiet (augusti samma år). Försoning mellan nationaliteterna var den nya ministärens program.
Taaffe måste snart söka sitt förnämsta stöd bland de klerikala samt de polska och tjeckiska grupperna, vann och bibehöll de båda sistnämndas anslutning genom partiella eftergifter i språkfrågan och sökte med växlande framgång dämpa det tyskliberala partiets växande missnöje härmed. 
Det mot regeringen oppositionella ungtjeckiska partiets makttillväxt vid 1891 års val sprängde den "järnring" av högergrupper, som dittills utgjort Taaffes förnämsta stöd. Han närmade sig då tyskliberalerna och skaffade sig en "trebent" regeringsmajoritet av liberaler, polacker och konservativa (Hohenwart-klubben).
Han genomdrev med denna Österrikes övergång till guldmyntfot, men möttes i övriga frågor av växande svårigheter, som inte ens hans smidighet, stora inflytande hos kejsaren och beprövade skicklighet att personligt påverka parlamentarikerna lyckades övervinna.
Hans oktober 1893 framlagda, på den allmänna rösträttens grund med en serie garantier byggda rösträttsförslag tillfredsställde inga av partierna, och då han inte kände sig stark nog att våga en parlamentsupplösning med åtföljande kompromissmanövrer, avgick han (12 november 1893) och drog sig helt tillbaka till privatlivet.